# Medovarce
Medovarce (in ungherese Méznevelő) è un comune della Slovacchia facente parte del distretto di Krupina, nella regione di Banská Bystrica.